# 达吉巴·德赛
达吉巴·巴尔万特拉奥·德赛（Dajiba Balwantrao Desai；1925年9月15日—1985年3月25日），印度政治人物，印度农工党党员，来自马哈拉施特拉邦戈爾哈布爾，曾任印度议会下院人民院议员。